# Montecalvello
Montecalvello (Muntecarvello in dialetto locale) è una frazione del comune di Viterbo (da cui dista circa 21 km), già frazione di Grotte Santo Stefano (da cui dista appena 5 km), a cui ha fatto capo fino alla soppressione dell'autonomia amministrativa avvenuta nel 1928.

## Il castello
Il nucleo originale dell'austero castello medievale fu costruito, secondo alcuni studiosi, tra il 774 ed il 776 dal re longobardo Desiderio, tuttavia si hanno notizie certe sull'incastellamento del sito soltanto a partire dalla prima metà del Duecento, quando signore Ghibellino del luogo risulta essere Alessandro Calvelli, dal quale si presume derivi il nome della borgata.
Antichi possessori del castello sono stati i Monaldeschi di Montecalvello, ovvero Monaldeschi del ramo del Cane, i quali, contrariamente a quanto afferma una diffusa opinione, non furono di origine orvietana ma viterbese, come, del resto, è stato dimostrato definitivamente in un recente studio.
Nel 1644 il castello risulta essere proprietà del marchese Marcello Raimondi e, successivamente, di Donna Olimpia Maidalchini in Pamphili, cognata del papa Innocenzo X Giovanni Battista Pamphili, che diventa così feudataria dell'intero territorio, con l'inclusione di Grotte Santo Stefano e Vallebona.
In tempi più recenti l'imponente costruzione diventa proprietà della Sig.na Beatrice Mariani la quale, lo venderà nel 1970 al famoso pittore di arte contemporanea Balthasar Klossowski de Ròla, meglio noto come Balthus, che userà il castello come dimora fino alla sua morte lasciandolo in eredità al figlio.
Sebbene il castello sia di proprietà privata, la corte e parte delle costruzioni interne, inclusa la chiesa, sono liberamente visitabili.
Entrando dall'unica porta, accessibile da uno slargo della SP Grottana, detto popolarmente la Piazza, si attraversa una breve galleria che porta fino al sagrato della chiesa parrocchiale di Santa Maria.
Procedendo verso sinistra, si arriva alla corte del castello, dove si trovano l'ingresso dell'imponente edificio, una fontana ed il piccolo borgo medievale.
La corte offre, inoltre, un affaccio sull'altura dove sorgono le Macchie di Piantorena, sul cui sperone terminale sorgeva un tempo il villaggio etrusco-romano di Torena.
In passato il castello è stato temporaneamente aperto al pubblico.
Nel 2015 il castello è stato una delle località in cui è stato girato il film di Matteo Garrone Il racconto dei racconti.
Nel 2020 nella corte sono state girate le scene finali della serie televisiva Leonardo.

## La Chiesa di San Rocco
Lungo la Strada Provinciale Grottana, all'ingresso del moderno abitato, è situata la piccola chiesa rurale di San Rocco, una delle prime in Europa dedicate al santo invocato contro la peste.
L'edificio sacro contiene, all'interno, la statua di San Rocco, portata in processione in occasione della festa patronale, che ha luogo il 16 agosto. La chiesa custodisce, inoltre, alcuni affreschi di particolare interesse, raffiguranti, tra gli altri, la Madonna della Melagrana con il Bambino, Santa Caterina, Sant'Egidio e Santa Rosa da Viterbo.
Sempre all'interno è visibile, inoltre, una serie di graffiti, già oggetto di un interessante ed accurato studio, realizzati dai pellegrini che attraversavano il centro per recarsi a Roma. Un graffito, in particolare, descrive la battaglia con la quale, nel 1528, i Monaldeschi di Montecalvello difesero il centro dall'assalto dei gatteschi Ottaviano Spiriti, Marzio Colonna e Pirro Baglioni, signore di Castel Piero (l'odierno San Michele in Teverina, frazione di Civitella d'Agliano), i quali lasciarono sul campo "circa 15 morti delli loro".